# Gid'on Levy
Gid'on Levy (* 1953 Tel Aviv) je židovský izraelský novinář, píšící pro deník Ha'arec.
Levy je velmi kritický k postoji izraelské vlády vůči okupovaným územím, ve svém týdenním sloupku „Twilight Zone“ v novinách Ha'arec píše o bezpráví vůči Palestincům. Jeho oblíbená témata jsou citově zabarvené popisy násilí a nelidské zacházení s civilisty. Za tyto postoje je jednak tvrdě kritizovaný, včetně označení že je bezpečnostní riziko pro stát, na druhou stranu svými příznivci je označovaný jako „hrdinný novinář“. Gideon Levy byl poradcem Šimona Perese.
Jako novinář, byl vyslaný na misi do Sarajeva během balkánské války.
V roce 2010 obvinil izraelskou justici z institucionálního rasismu v případu znásilnění, z něhož byl usvědčen a k němuž se doznal izraelský Arab Sabbar Kashur. Tvrzení uvedená v článku byla nekriticky převzata světovými a českými médii, a to přesto, že článek zcela ignoroval lékařskou zprávu o stavu oběti znásilnění.
Ze strany rodiny otce má velmi silné české kořeny, spojené s městem Žatec. Zde je i pravidelným hostem při různých příležitostech (výstava Židé na Žatecku v žatecké synagoze) atd.